# Retjons
Pour les articles homonymes, voir Retjons (homonymie).
Retjons [ʁɛdʒɔ̃] est une commune du Sud-Ouest de la France, située dans le département des Landes (région Nouvelle-Aquitaine).
Le village se trouve sur la voie de Vézelay du chemin de Compostelle.

## Géographie

### Localisation
Commune située dans l'Albret landais, limitrophe du département de la Gironde.

### Communes limitrophes
Les communes limitrophes sont Captieux, Arue, Bourriot-Bergonce, Lencouacq et Saint-Gor.
|           | Captieux (Gironde) |                   |
| Lencouacq | Retjons            | Bourriot-Bergonce |
|           | Arue               | Saint-Gor         |

### Hydrographie
Situé dans le bassin versant de l'Adour, le territoire de la commune est traversé par l'Estampon, et ses affluents qui confluent sur la commune, les ruisseaux de Bergonce et de Tauzie (ou ruisseau de Lugaut), et par le tributaire de ce dernier, le ruisseau de Lagravette (ainsi que par ses affluents, les ruisseaux de Piulet, de Rimbez et de Laussat). Un autre affluent de l'Estampon, le ruisseau de Ribarrouy, arrose les terres de Retjons.
Le ruisseau de Lagoazique, affluent du Laussat, et le ruisseau de Lucpaoumé, tributaire de la Gouaneyre sont également présents sur la commune.

### Climat
Pour des articles plus généraux, voir Climat de la Nouvelle-Aquitaine et Climat des Landes.
Historiquement, la commune est exposée à un climat océanique aquitain.
En 2020, Météo-France publie une typologie des climats de la France métropolitaine dans laquelle la commune est exposée à un climat océanique et est dans la région climatique Aquitaine, Gascogne, caractérisée par une pluviométrie abondante au printemps, modérée en automne, un faible ensoleillement au printemps, un été chaud (19,5 °C), des vents faibles, des brouillards fréquents en automne et en hiver et des orages fréquents en été (15 à 20 jours).
Pour la période 1971-2000, la température annuelle moyenne est de 12,9 °C, avec une amplitude thermique annuelle de 14,4 °C. Le cumul annuel moyen de précipitations est de 941 mm, avec 11,7 jours de précipitations en janvier et 7,3 jours en juillet. Pour la période 1991-2020, la température moyenne annuelle observée sur la station météorologique la plus proche, située sur la commune de Créon-d'Armagnac à 19 km à vol d'oiseau, est de 13,1 °C et le cumul annuel moyen de précipitations est de 865,3 mm,. Pour l'avenir, les paramètres climatiques de la commune estimés pour 2050 selon différents scénarios d’émission de gaz à effet de serre sont consultables sur un site dédié publié par Météo-France en novembre 2022.

## Urbanisme

### Typologie
Au 1er janvier 2024, Retjons est catégorisée commune rurale à habitat très dispersé, selon la nouvelle grille communale de densité à sept niveaux définie par l'Insee en 2022.
Elle est située hors unité urbaine. Par ailleurs la commune fait partie de l'aire d'attraction de Mont-de-Marsan, dont elle est une commune de la couronne,. Cette aire, qui regroupe 101 communes, est catégorisée dans les aires de 50 000 à moins de 200 000 habitants,.

### Occupation des sols

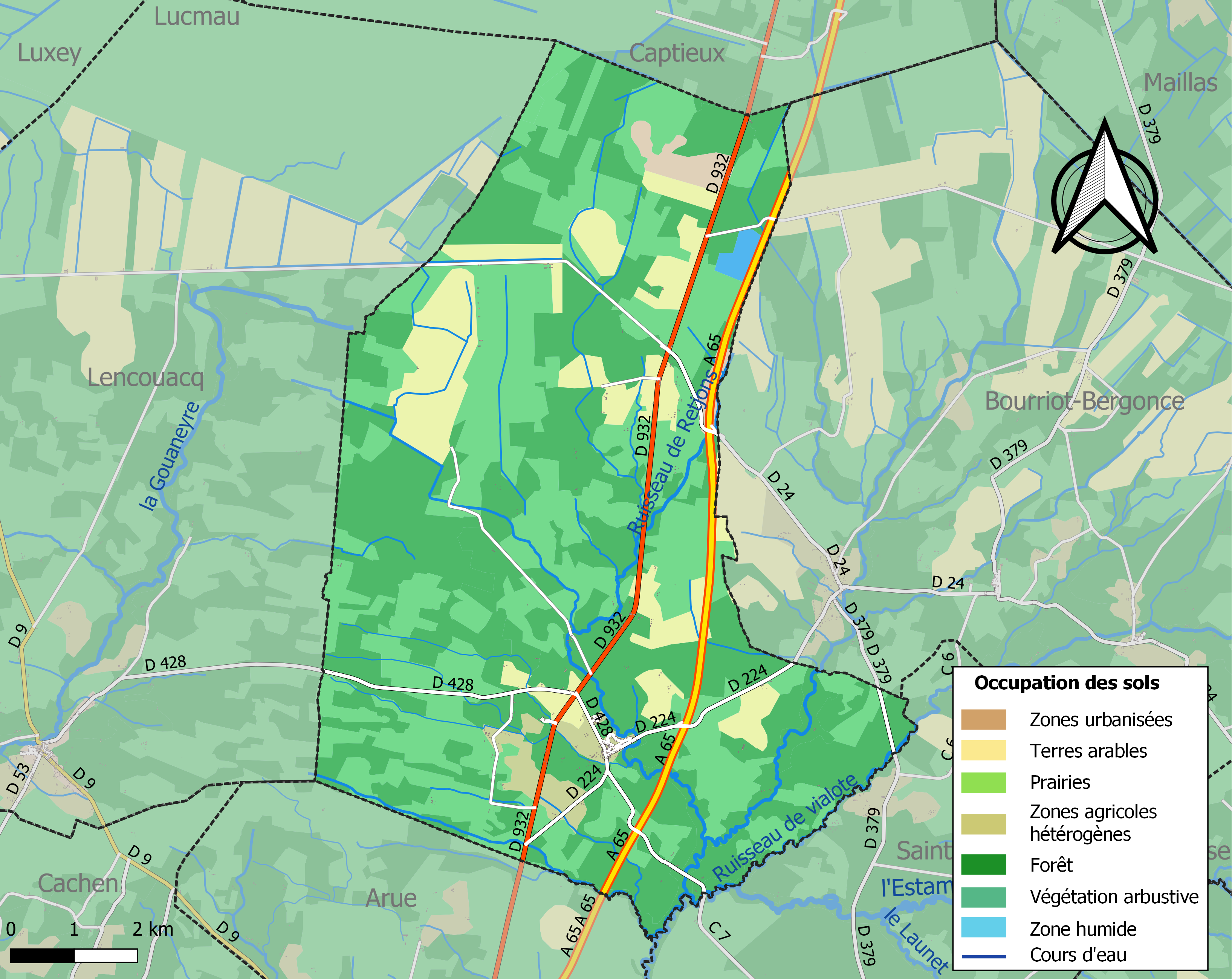
Carte des infrastructures et de l'occupation des sols de la commune en 2018 (CLC).

L'occupation des sols de la commune, telle qu'elle ressort de la base de données européenne d’occupation biophysique des sols Corine Land Cover (CLC), est marquée par l'importance des forêts et milieux semi-naturels (85,1 % en 2018), en diminution par rapport à 1990 (86,7 %). La répartition détaillée en 2018 est la suivante : forêts (47 %), milieux à végétation arbustive et/ou herbacée (38,1 %), terres arables (11 %), zones agricoles hétérogènes (2 %), zones industrielles ou commerciales et réseaux de communication (1,4 %), eaux continentales (0,5 %). L'évolution de l’occupation des sols de la commune et de ses infrastructures peut être observée sur les différentes représentations cartographiques du territoire : la carte de Cassini (XVIIIe siècle), la carte d'état-major (1820-1866) et les cartes ou photos aériennes de l'IGN pour la période actuelle (1950 à aujourd'hui).

### Risques majeurs
Le territoire de la commune de Retjons est vulnérable à différents aléas naturels : météorologiques (tempête, orage, neige, grand froid, canicule ou sécheresse), inondations, feux de forêts, mouvements de terrains et séisme (sismicité très faible). Il est également exposé à un risque technologique, le transport de matières dangereuses. Un site publié par le BRGM permet d'évaluer simplement et rapidement les risques d'un bien localisé soit par son adresse soit par le numéro de sa parcelle.

#### Risques naturels
Certaines parties du territoire communal sont susceptibles d’être affectées par le risque d’inondation par débordement de cours d'eau, notamment l'Estampon, le ruisseau de Lugaut et le ruisseau de Retjons. La commune a été reconnue en état de catastrophe naturelle au titre des dommages causés par les inondations et coulées de boue survenues en 1999, 2009 et 2020,.
Retjons est exposée au risque de feu de forêt. Depuis le 20 avril 2016, les départements de la Gironde, des Landes et de Lot-et-Garonne disposent d’un règlement interdépartemental de protection de la forêt contre les incendies. Ce règlement vise à mieux prévenir les incendies de forêt, à faciliter les interventions des services et à limiter les conséquences, que ce soit par le débroussaillement, la limitation de l’apport du feu ou la réglementation des activités en forêt. Il définit en particulier cinq niveaux de vigilance croissants auxquels sont associés différentes mesures,.
Les mouvements de terrains susceptibles de se produire sur la commune sont des tassements différentiels.

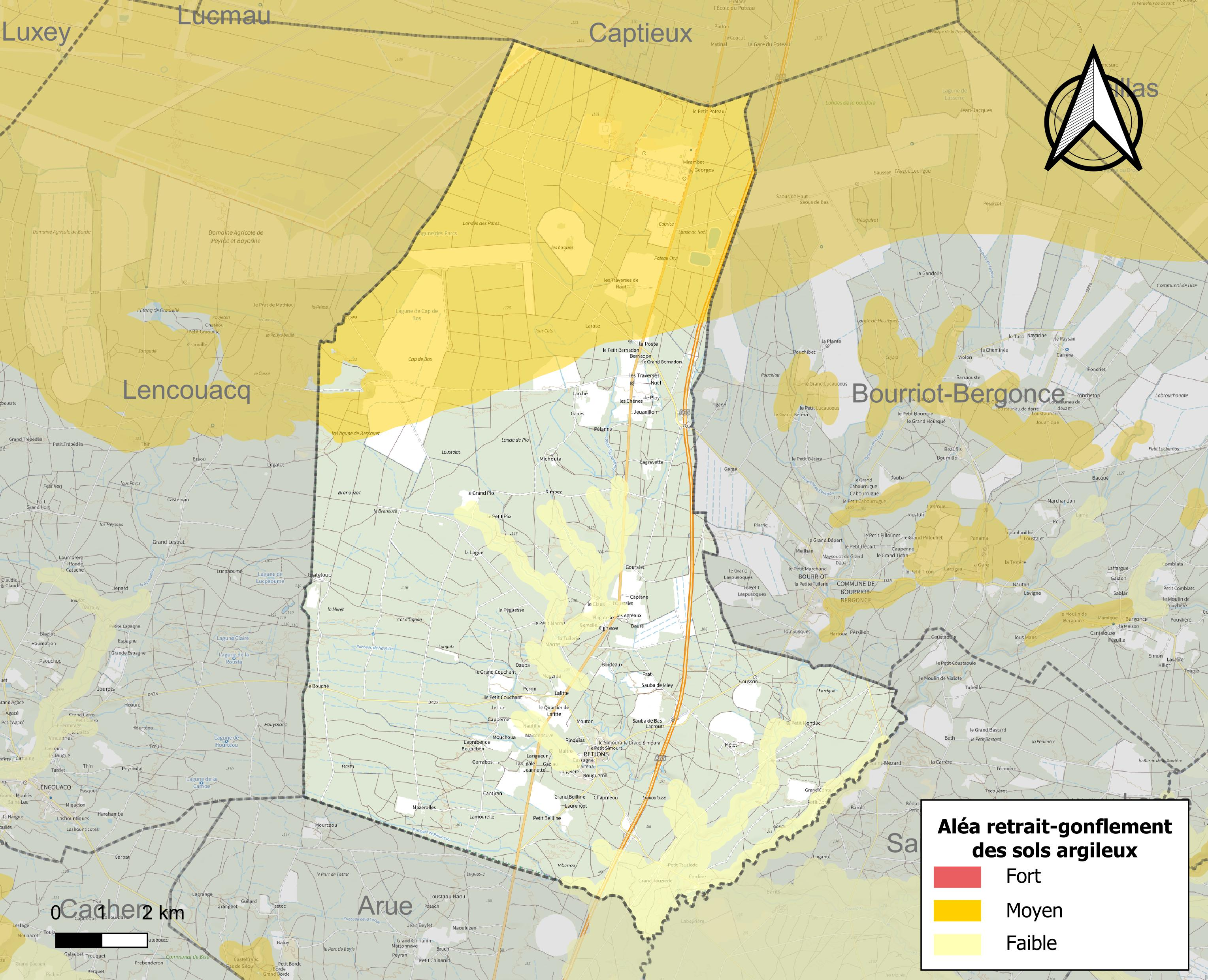
Carte des zones d'aléa retrait-gonflement des sols argileux de Retjons.

Le retrait-gonflement des sols argileux est susceptible d'engendrer des dommages importants aux bâtiments en cas d’alternance de périodes de sécheresse et de pluie. 30,6 % de la superficie communale est en aléa moyen ou fort (19,2 % au niveau départemental et 48,5 % au niveau national). Sur les 194 bâtiments dénombrés sur la commune en 2019, 16 sont en aléa moyen ou fort, soit 8 %, à comparer aux 17 % au niveau départemental et 54 % au niveau national. Une cartographie de l'exposition du territoire national au retrait gonflement des sols argileux est disponible sur le site du BRGM,.
Concernant les mouvements de terrains, la commune a été reconnue en état de catastrophe naturelle au titre des dommages causés par des mouvements de terrain en 1999.

#### Risques technologiques
Le risque de transport de matières dangereuses sur la commune est lié à sa traversée par une ou des infrastructures routières ou ferroviaires importantes ou la présence d'une canalisation de transport d'hydrocarbures. Un accident se produisant sur de telles infrastructures est susceptible d’avoir des effets graves sur les biens, les personnes ou l'environnement, selon la nature du matériau transporté. Des dispositions d’urbanisme peuvent être préconisées en conséquence.

## Histoire

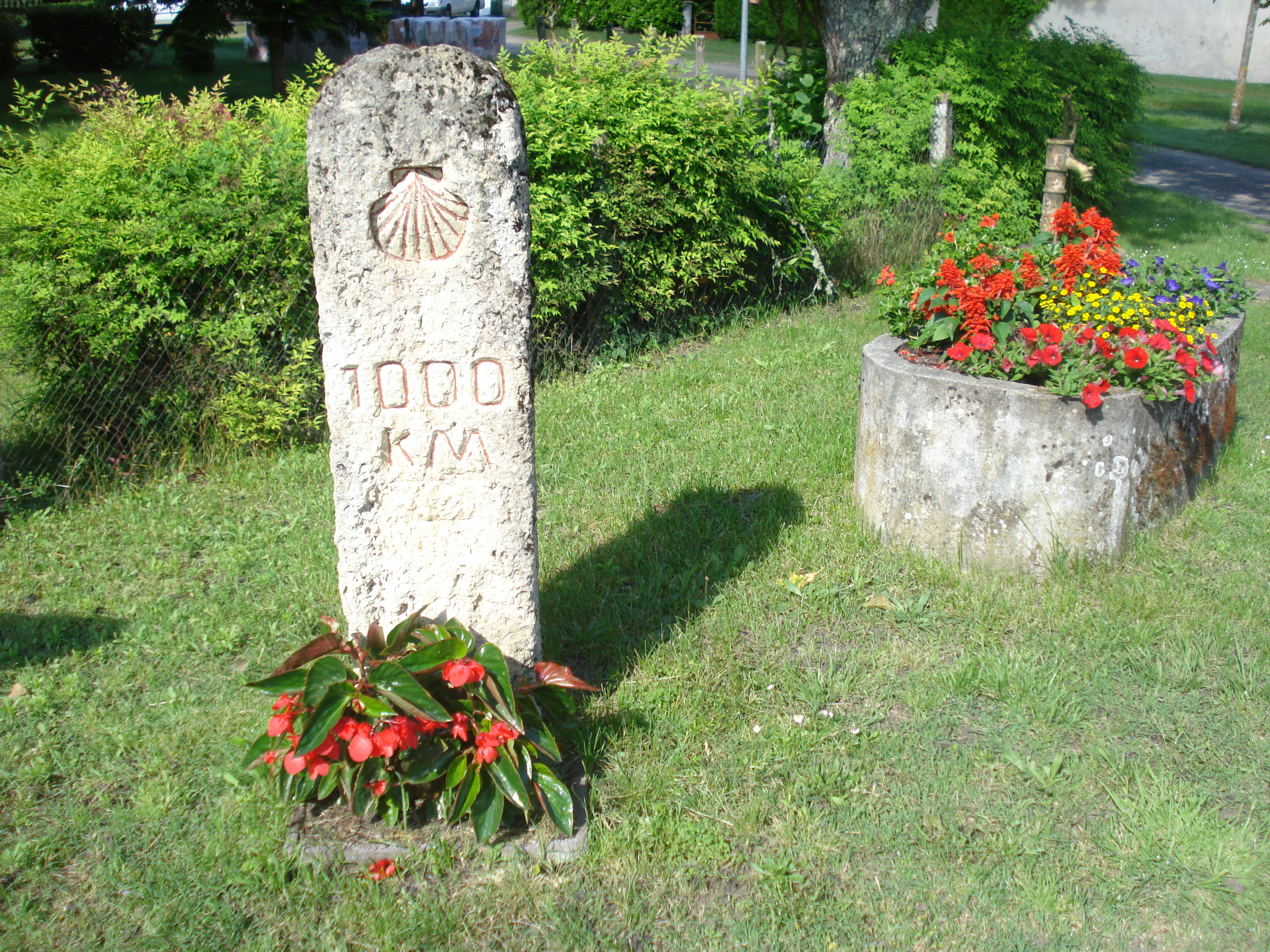
Retjons, la balise Compostelle 1000 km.

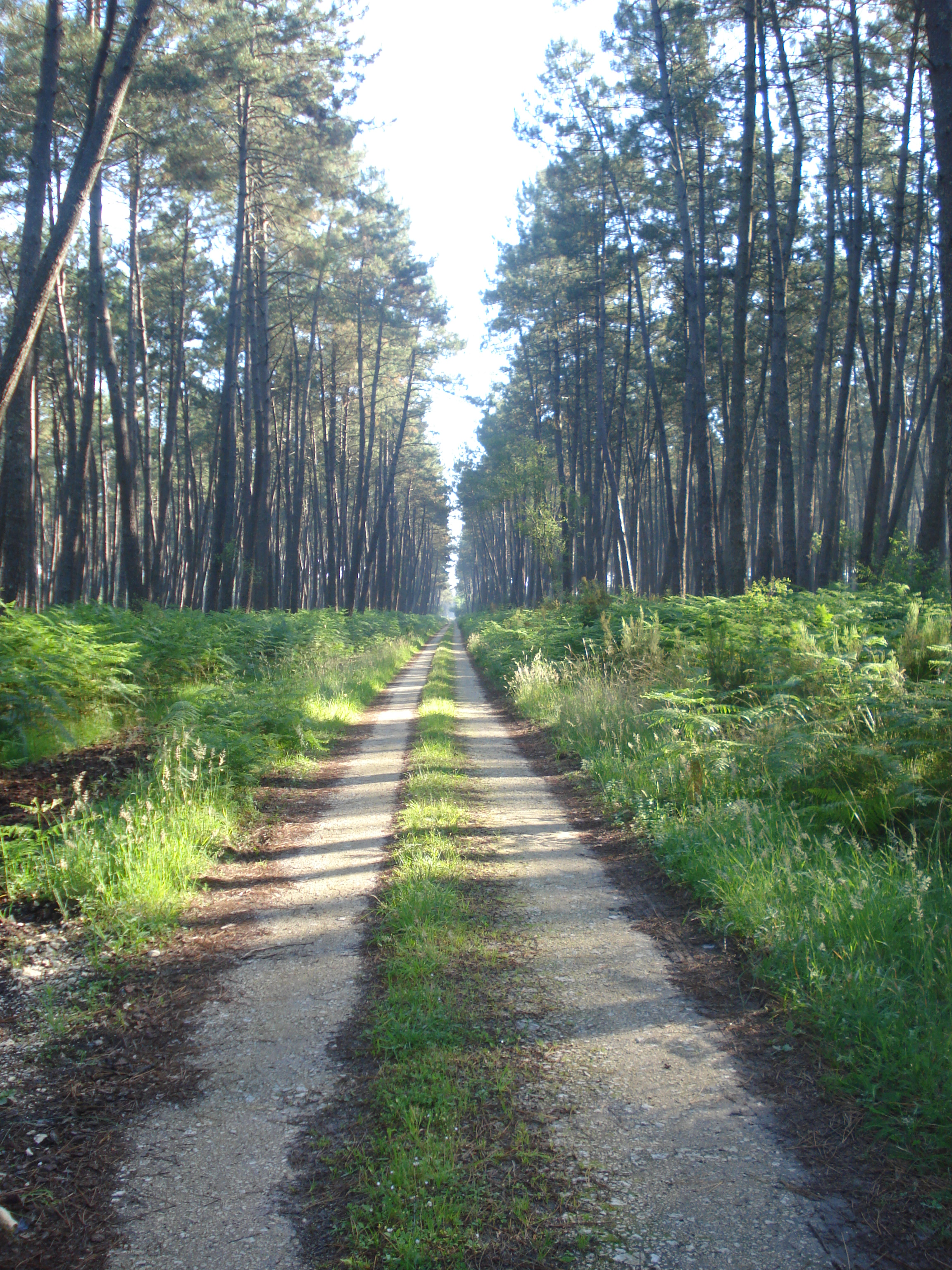
Retjons, un chemin en forêt des Landes.

Retjons fait partie de l'ancienne seigneurie d'Albret, constitutive de l'ancienne province de Gascogne.
Retjons était au Moyen Âge une étape sur le chemin de Saint-Jacques de Compostelle au départ de Vézelay (via Lemovicensis). Ici se trouve la borne des 1000 km jusqu'au point d'arrivée. Non loin de là se dresse la chapelle de Lugaut, où les pèlerins avaient pris l'habitude de se recueillir.
S’étirant le long du ruisseau Bourriot, le site actuel de Lugaut, paisible et reposant, fait oublier qu’il était autrefois isolé, dans une région désertique et calamiteuse. Depuis la plantation de la forêt des Landes au XIXe siècle, la petite chapelle Sainte-Marie se retrouve nichée au milieu des bois. Elle cache derrière son clocher-mur, un ensemble exceptionnel de fresques du XIIIe siècle, qui représentent des scènes religieuses (l’Annonciation, la Visitation, la Résurrection) ou plus profanes.
L’édifice et ses dîmes furent donnés par Amanieu d’Albret aux hospitaliers de Jérusalem, qui avaient vocation d’accueil. Une scène commémore ce don. Au-dessous de cette scène sont illustrés des thèmes moralisateurs : le joueur de viole et la femme qui danse figurent le péché de luxure ; les deux hommes qui se battent, la discorde puis la réconciliation; le chameau, le travail.
La commune s'est scindée en deux en 1906, la partie est devenant la commune de Bourriot-Bergonce.

## Politique et administration
| Période                                  | Période                    | Identité             | Étiquette | Qualité       |
| ---------------------------------------- | -------------------------- | -------------------- | --------- | ------------- |
| mars 2001                                | mars 2014                  | Jean-Pierre Sendrane |           | Agriculteur   |
| mars 2014                                | juillet 2020               | Bénédicte Guillot    | DVD       | Mère au foyer |
| juillet 2020                             | septembre 2020 (démission) | Pascal Lebret        |           |               |
| septembre 2020                           | En cours                   | Virginie Clavé       |           |               |
| Les données manquantes sont à compléter. |                            |                      |           |               |

## Démographie
L'évolution du nombre d'habitants est connue à travers les recensements de la population effectués dans la commune depuis 1793. Pour les communes de moins de 10 000 habitants, une enquête de recensement portant sur toute la population est réalisée tous les cinq ans, les populations de référence des années intermédiaires étant quant à elles estimées par interpolation ou extrapolation. Pour la commune, le premier recensement exhaustif entrant dans le cadre du nouveau dispositif a été réalisé en 2007.

En 2022, la commune comptait 321 habitants, en évolution de −6,69 % par rapport à 2016 (Landes : +5,78 %, France hors Mayotte : +2,11 %).
| 1793  | 1800  | 1806  | 1821  | 1831  | 1836  | 1841  | 1846  | 1851  |
| ----- | ----- | ----- | ----- | ----- | ----- | ----- | ----- | ----- |
| 1 568 | 1 506 | 1 353 | 1 434 | 1 803 | 1 917 | 1 808 | 1 822 | 1 906 |

| 1856  | 1861  | 1866  | 1872  | 1876  | 1881  | 1886  | 1891  | 1896  |
| ----- | ----- | ----- | ----- | ----- | ----- | ----- | ----- | ----- |
| 1 942 | 1 815 | 1 776 | 1 693 | 1 726 | 1 708 | 1 725 | 1 837 | 1 695 |

| 1901  | 1906 | 1911 | 1921 | 1926 | 1931 | 1936 | 1946 | 1954 |
| ----- | ---- | ---- | ---- | ---- | ---- | ---- | ---- | ---- |
| 1 606 | 736  | 723  | 621  | 586  | 564  | 547  | 472  | 536  |

| 1962 | 1968 | 1975 | 1982 | 1990 | 1999 | 2006 | 2007 | 2012 |
| ---- | ---- | ---- | ---- | ---- | ---- | ---- | ---- | ---- |
| 575  | 439  | 369  | 297  | 313  | 276  | 325  | 331  | 327  |

| 2017 | 2022 | - | - | - | - | - | - | - |
| ---- | ---- | - | - | - | - | - | - | - |
| 350  | 321  | - | - | - | - | - | - | - |

## Lieux et monuments

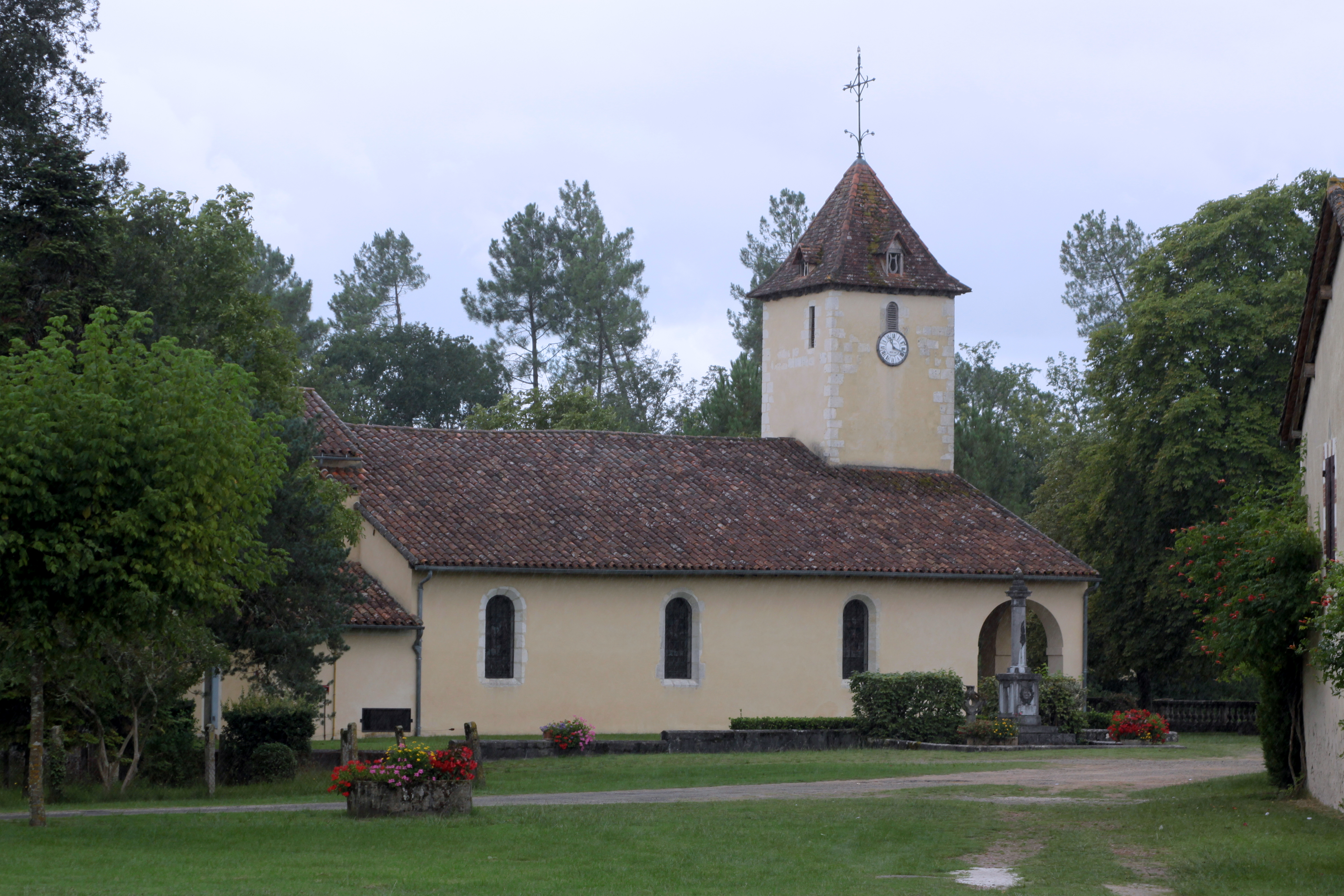
L'église Saint-Pierre.

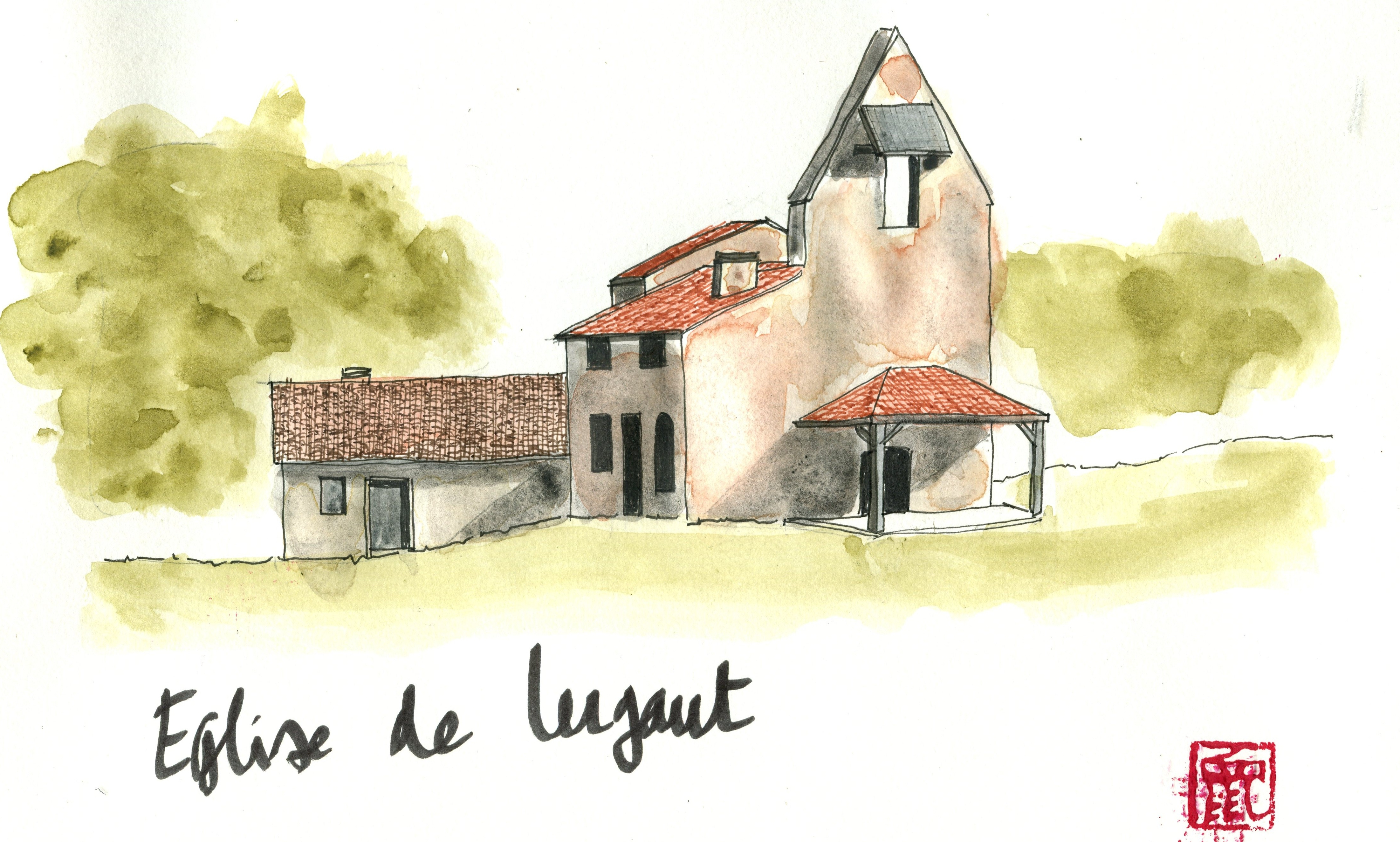
Aquarelle de la chapelle de Lugaut.

- Église Saint-Pierre de Retjons
- Chapelle de Lugaut
- Camp du Poteau

## Personnalités liées à la commune
- Gabriel Cabannes (1866-1958), avocat, écrivain et biographe né et mort à Retjons.

## Jumelages
La commune est jumelée avec Ligsdorf (Haut-Rhin).